# Getting Acquainted
Getting Acquainted és una pel·lícula muda de la Keystone escrita, dirigida i protagonitzada per Charles Chaplin i interpretada també per Mabel Normand i Mack Swain entre d'altres. Es tracta de la darrera pel·lícula que rodaria per a la Keystone (tot i que no la darrera en estrenar-se) i també la darrera col·laboració amb Mabel Normand. La pel·lícula, que es va filmar entre el 13 i 3l 14 de novembre de 1914 al Griffith Park de Los Angeles, es va estrenar el 5 de desembre de 1914.

## Argument
Charlie i la seva dominat esposa caminen pel parc. La dona s'adorm en un banc del parc i Charlie aprofita per allunyar-se d’ella. Es troba amb Mabel, la bonica esposa d’Ambrose que està ocupat intentant ajudar un desconegut a arrencar el seu cotxe. Charlie flirteja amb Mabel però és rebutjat ràpidament i un policia del parc apareix per ajudar la noia. Mentrestant, Ambrose es troba amb l'esposa de Charlie i se sent atret per ella. També ell és rebutjat. Ambrose i Charlie es troben amb una dona rossa i el seu acompanyant turc. Un policia del parc persegueix a Charlie i Ambrose per assetjar dones al parc i acaba capturant Charlie portant-lo de tornada amb la seva dona. Ella el salva de la detenció, però se l'enduu bruscament cap a casa.(REF1)

## Repartiment
- Charles Chaplin (Charlie)
- Mack Swain (Ambrose)
- Mabel Normand (Mabel)
- Phyllis Allen (esposa de Charlie)
- Harry McCoy (passejant)
- Edgar Kennedy (policia)
- Cecile Arnold (noia rossa)
- Glenn Cavender (acompanyant turc)
- Gene Marsh (noia al parc)
- Joe Bordeaux (motorista)
- Helen Carruthers (enamorada en el parc)